# عالم الصغار (مجلة)
مجلة عالم الصغار هي مجلة ليبية شهرية تصدر عن مؤسسة الحضارة المحدودة للإعلام، صدر العدد التجريبي الأول في أبريل عام 1994م.
عنوان المكتب الرئيس: 25 شارع السبكي، الدقي، القاهرة. والعنوان في ليبيا: طرابلس ص.ب 598: بريد ميدان الجزائر.
المشرف العام على المجلة هو عبد الحميد سليمان العبيدي، ورئيسة التحرير: منى محمد الشباح التي تكتب مقدمة في صفحة 3 بعنوان «كلمة رئيس التحرير». المدير الفني للمجلة: الباقر موسى الباقر.
ليست هناك إشارة إلى السن الذي توجه إليه المجلة، لكنها موجهة للأطفال حتى سن 14 مع وجود صفحات متخصصة لطفل ما قبل المدرسة للتعرف على الألوان والحروف. تعتمد المجلة على القصص الكرتونية، حيث تحوي ما يقارب 10 صفحات ملونة من بين 36 صفحة ذات قطع 20×27 سم، تعتمد المجلة في كتاباتها على هيئة التحرير، ومنهم الباقر موسى كرسام، وعبد الله عبد الوهاب سكرتير التحرير، والرسام جلال عمران.
تعتمد المجلة على أبواب معلوماتية عن الوطن واللغة وجسم الإنسان، والدين، والحيوانات، ومسابقاتها محدودة، مثل الاختلافات والحروف المتناثرة، وليس هناك إشارة إلى نوع الجوائز أو قيمتها. لا تتضمن المجلة ملاحقاً وهي تجمع بين الصحفات الملونة والأبيض والأسود، والإعلانات الليبية. سعر المجلة عام 1994 هي 500 درهماً ليبياً، وفي مصر خمسون قرشاً. وللمجلة مكاتبها في تونس واليونان، ويتضمن الغلاف إشارات عن مواد العدد.

## الأبواب
- وطننا الجميل
- لغتنا الجميلة
- إسلاميات وتراث
- شخصية العدد
- تسالي
- كل عام وأنتم بخير
- أقلام صغيرة
- اختراعات علمية
- دنيا المسابقات
- الرسام الصغير